# Encolpius guaraniticus
Encolpius guaraniticus är en spindelart som beskrevs av Galiano 1968. Encolpius guaraniticus ingår i släktet Encolpius och familjen hoppspindlar. Inga underarter finns listade i Catalogue of Life.